# Leicester Square

Leicester Square vor 1900

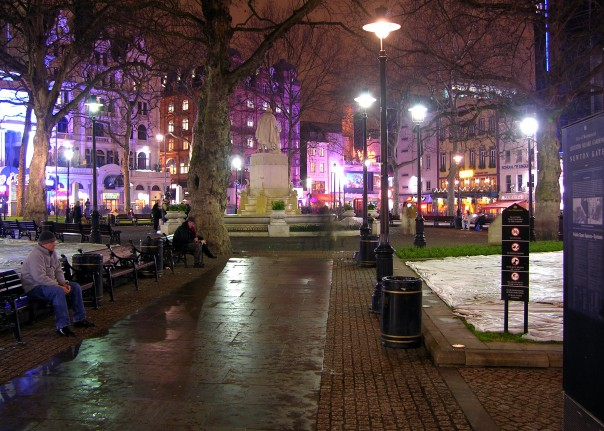
Leicester Square bei Nacht (2005)

Der Leicester Square [ˈlɛstə skwɛə] ist einer der bekanntesten Plätze in London. Er befindet sich östlich vom Piccadilly Circus sowie nördlich vom Trafalgar Square und bildet eine belebte Fußgängerzone.

## Geschichte
Der Name entstammt den Leicester Fields neben der Residenz des Earl of Leicester, Leicester House. Die Gegend wurde nach 1670 bebaut.
Im kleinen Park inmitten des Platzes befinden sich die Statuen von William Shakespeare, Charlie Chaplin, William Hogarth, John Hunter und Isaac Newton.
Der Platz gilt als das Zentrum der Londoner Kinematographie, wobei sich dort einige große Kinos (u. a. Empire, Odeon und Vue) befinden und zahlreiche Premieren stattfinden. Dazu gehören unter anderem das Odeon Leicester Square mit etwa 1700 Sitzplätzen und das Empire mit 1330 Sitzplätzen. In das Pflaster rings um den Platz sind die Handabdrücke zahlreicher Filmstars eingelassen. So fanden beispielsweise alle Weltpremieren der Harry-Potter-Filme am Leicester Square statt. 
Am Leicester Square befindet sich seit 1997 der Sitz des Unternehmens Capital Radio Group, dem über 80 Radiosender gehören. Außerdem produzierte MTV UK hier die englische Version der Chartshow TRL.

## Verkehrsanbindung
Etwa 100 Meter östlich des Platzes, an der Charing Cross Road, befindet sich die Station Leicester Square der London Underground.